# Vitrifrigo Arena
Il Palazzetto dello Sport di Pesaro, dal 2019 denominato Vitrifrigo Arena (e in precedenza Adriatic Arena e BPA Palas), è il principale palazzetto dello sport della Victoria Libertas Pesaro. Può ospitare 10 323 spettatori seduti e 2 000 nel parterre.
È stata costruita nel 1996 e inaugurata con un recital di Luciano Pavarotti. Viene considerata una costruzione avveniristica, nota ai più come "l'Astronave", oppure come "la coccinella" per la sua forma esterna a conchiglia. Ha un'estensione coperta di ben 12 000 metri quadrati e un'estensione terrena di 13 000 metri quadrati.
La tipologia strutturale adottata per il sistema di copertura del Palazzo dello Sport di Pesaro è una reticolare spaziale a doppio strato, ordita geometricamente in modo da ottenere una superficie media a curvatura totale positiva. Il sistema strutturale risulta costituito dai seguenti sottosistemi:
- Arco centrale di tipo reticolare spaziale a larghezza variabile con luce 110m e freccia 22m;
- Travi reticolari ordite trasversalmente all’arco centrale su entrambi i suoi lati, la loro geometria è definita da due archi di circonferenza di stesso centro e raggio;
- Sistema di stabilizzazione per presollecitazione del sistema di copertura, mediante una famiglia di funi stabilizzanti posizionate all’estradosso delle travi.

## Concerti e altre attività sportive
Nel palazzetto si sono tenuti concerti di famosi cantanti e gruppi italiani e stranieri tra cui: Simple Minds, Negramaro, Giorgia, Muse, Jonas Brothers, Pino Daniele, Massimo Ranieri, Laura Pausini, Mark Knopfler, 883, Iron Maiden, Oasis, Pantera, Queen + Paul Rodgers, Eric Clapton, Elton John, Pavarotti, Renato Zero, Eros Ramazzotti, Peter Gabriel, Francesco Guccini, Ennio Morricone, Max Pezzali, Subsonica, Litfiba, Ligabue, Pooh, Finley, Negrita, Carmen Consoli, Nicola Piovani, Bandabardò, Caparezza, Gianna Nannini, Carlos Santana, Jovanotti, J-Ax e Fedez, ed è stata la prima tappa del tour europeo di Vasco Rossi il 6 ottobre 2009, nonché la data zero del tour mondiale dei Måneskin il 23 febbraio 2023. L'impianto ha anche ospitato manifestazioni WWE di wrestling nel 2004 e nel 2006. Il 13 dicembre 2014 Claudio Baglioni, si è esibito per una tappa del Re-Tour. Inoltre il 16 marzo 2016, ha ospitato una tappa del tour "Capitani Coraggiosi" con la coppia Baglioni-Morandi. Nel corso dell'anno 2017, la ginnastica ritmica, è stata al centro di due importantissimi eventi; infatti dal 7 aprile al 9 aprile, si è svolta la Coppa del Mondo, invece, a partire dal 30 agosto 2017 e per 5 giorni consecutivi (per la prima volta in Italia) si sono svolti i Campionati mondiali di ginnastica ritmica.
La sua grande acustica ne fa una buona sede per grandi concerti e dal 2006 ospita il Rossini Opera Festival. È fornita di tribuna stampa, una sala per videodati, il sistema per la ricezione satellitare, varie postazioni video e il sistema di controllo a circuito interno. Inoltre ha ospitato a ottobre 2023 lo show Ovo del Cirque du Soleil.
Nella sua storia, l'arena ha ospitato due sfide di Coppa Davis: quella del 1997 tra Italia e Spagna, valida per i quarti di finale del Gruppo Mondiale e disputata tra il 4 e 6 aprile 1997, vinta con il punteggio di 4-1 dagli Azzurri, su un campo in sintetico; e quella del 2016 tra Italia e Svizzera, valida per il 1º turno del Gruppo Mondiale e disputata tra il 6 e 8 marzo 2016, vinta con il punteggio di 5-0 dagli Azzurri, su un campo in cemento.
A febbraio 2020 ospita la Final Eight di Serie A di pallacanestro maschile.